# Station Saint-Thegonnec Loc-Eguiner
Station Saint-Thégonnec is een spoorweghalte in de Franse gemeente Saint-Thégonnec Loc-Eguiner. Zij wordt bediend door treinen van het netwerk TER Bretagne op het traject Brest - Morlaix.